# Shirley Thomas
Shirley Thomas (née le 15 juin 1963) est une athlète britannique spécialiste du 100 mètres. 

## Palmarès

### Championnats du monde d'athlétisme
- Championnats du monde d'athlétisme 1983 à Helsinki,  Finlande
  -  Médaille d'argent du relais 4 × 100 m

### Championnats d'Europe d'athlétisme
- Championnats d'Europe d'athlétisme 1982 à Athènes,  Grèce
  -  Médaille d'argent du relais 4 × 100 m